# Santaquin
Santaquin és una població dels Estats Units a l'estat de Utah. Segons el cens del 2000 tenia 4.834 habitants.

## Demografia
Segons el cens del 2000, Santaquin tenia 4.834 habitants, 1.304 habitatges, i 1.155 famílies. La densitat de població era de 715,1 habitants per km².
Dels 1.304 habitatges en un 61,1% hi vivien nens de menys de 18 anys, en un 77,8% hi vivien parelles casades, en un 7,5% dones solteres, i en un 11,4% no eren unitats familiars. En el 9,3% dels habitatges hi vivien persones soles el 4% de les quals corresponia a persones de 65 anys o més que vivien soles. El nombre mitjà de persones vivint en cada habitatge era de 3,71 i el nombre mitjà de persones que vivien en cada família era de 3,97.
Per edats la població es repartia de la següent manera: un 42,3% tenia menys de 18 anys, un 11,3% entre 18 i 24, un 29,1% entre 25 i 44, un 12,4% de 45 a 60 i un 4,9% 65 anys o més.
L'edat mediana era de 23 anys. Per cada 100 dones de 18 o més anys hi havia 99,6 homes.
La renda mediana per habitatge era de 44.531 $ i la renda mediana per família de 45.323 $. Els homes tenien una renda mediana de 35.076 $ mentre que les dones 20.581 $. La renda per capita de la població era de 13.725 $. Entorn de l'1,9% de les famílies i el 2,2% de la població estaven per davall del llindar de pobresa.

## Poblacions més properes
El següent diagrama mostra les poblacions més properes.